# Stan Tohon
Pour les articles homonymes, voir Tohon.
Stan Tohon (né Roger Tohon le 30 décembre 1955 à Abomey et mort le 26 février 2019 à Paris) est un chanteur, musicien et compositeur béninois, surnommé « le roi du Tchink System » (rythme traditionnel béninois).
Décédé à l'âge de 64 ans, il comptabilise plus de trente ans de carrière musicale, avec à son actif plus de trente albums et plusieurs distinctions,,,.

## Biographie

### Enfance et formation
Au CM1 (Cours Moyen première année), Stan Tohon a abandonné les cours avant de les reprendre 4 ans plus tard mais de façon rétrograde en classe du CE2 (Cours l’élémentaire deuxième année) à la Mission Catholique d’Abomey où il a dû quitter  pour se rendre à Houègbo dans la commune de Toffo.
Il continua les cours secondaires notamment la sixième et la cinquième au collège d’enseignement général (CEG) de Houègbo dans la commune de Toffo et la classe de quatrième à Gbégamey à Cotonou où il obtient le Brevet de d’Études du Premier Cycle (BEPC) et a sorti son premier album qu'il a dénommé « Djadjadja ».

### Vie de famille
Stan Tohon est marié et père d’une fille et d’un garçon.
En 2004, il s’est marié avec Khadija Tohon à la mairie d’Abomey-Calavi une artiste chanteuse d’origine marocaine avec qui il n'a pas eu d’enfants. Stan Tohon est le père de deux (02) enfants dont :
- Pétronille Tohon sa première fille qu’il avait eue avec une ancienne relation tous deux élèves à l’époque. Elle vit en France.
- Carlos Tohon, qu’il a eu avec une ancienne relation et qui vit aux États-Unis.

### Origine du rythme du Tchink system
Originellement appelé Tchingounmey, ou communément "Tchinkounmè", ce rythme venu de la région de Savalou (centre du Bénin) et qui s'est propagé dans l'aire du département des Collines jusqu'à atteindre la hauteur de Gouka, se joue à base de percussions aquatiques et de gota (grosse gourde) raclée et frappée à l’aide d’un gros chiffon en forme d’éventail a été modernisé dans les années 1960/1970 par Anatole Houndéfo alias Alokpon originaire de savalou. Une musique sacrée qui servait à chasser le mauvais sort après un décès,,.
C’est en 1978 que Stan Tohon, décidé à rompre avec la musique de variété et les interprétations de James Brown ou Otis Redding, crée le rythme Tchink système, une musique qui se joue à base d’instruments occidentaux du « Tchinkoumè » originel,.

### Début de carrière musicale
Stan Tohon débute la musique depuis son jeune âge, à l’âge de neuf (09) ans, où il chantait le Tchingounmè dans son quartier à Abomey avant de se rendre à Cotonou et fit la rencontre du regretté Gnonnas Pedro qui lui permit de prendre le micro du fait de ses talents qui se sont révélés au cours des prestations. Il n’avait pas un grand niveau en anglais mais interprétait les chansons de James Brown et a parcouru beaucoup de pays anglophones de l’Afrique de l’Ouest comme le Ghana et le Nigeria,.

### Rencontre du public
Grâce à son premier morceau « Yalo  » qui  évoquait la situation socio-économique du pays, il a été révélé au public. Cette chanson censurée par le gouvernement béninois d’alors le força à l’exil vers le Togo où il a eu l’opportunité d’être invité par la regrettée chanteuse Togolaise Lili Akoffa à chanter au Togo

## Discographie

### Bandes originales[7],[8]
- 2007 : Nés pour briller
- 2004 : Non à la violence
- 2003 : Résurrection
- 2000 : Voté Té Okovo
- 1999 : Africa Fête : Welcome To The World
- 1994 : Tchink Attack (Stan Tohon & The Tchink System)
- 1991 : Zémidjan
- 1985 : Parakou
- 1985 : Métamorphose
- 1984 : Explosion 84
- 1983 : Aventurier
- 1983 : Koudé Alafia Tchink System
- 1980 : Dans son nouveau style tchink system
- 1979 : Dans le tchink systeme